# بلوم اند فوس بي في 222
بلوم اند فوس بي في 222 فايكنج (عبارة عن "فايكنغ") طائرة قارب ألمانيًة كبيرًة ذا ستة محركات في الحرب العالمية الثانية. صممت في الأصل كنقل تجاري، وكانت أكبر طائرة مائية للوصول إلى حالة الإنتاج خلال الحرب. 

## التصميم والتطوير
قبل الحرب العالمية الثانية، قامت الخطوط الجوية الألمانية هانزا بالعديد من رحلات البريد عبر المحيط الأطلسي. كان اهتمامهم الرئيسي هو نقل الركاب، وبدأوا برنامجًا في عام 1936 قدم له هامبرغر فلوجزيباو ها 222، وهوي طائرة قارب كبيرة جدًا صممها الدكتور ريتشارد فوجت. في الوقت الذي تم فيه تلقي طلب لثلاثة أشخاص وبدأ العمل، غيرت الشركة اسمها إلى الشركة الأم Blohm & Voss، وأعيد تصميم التصميم إلى بي في 222. 

## النماذج
- BV 222A  :
- BV 222B  : إصدار مقترح مدعوم بمحرك بقوة 1470 حصان (1100   كيلوواط) محركات الديزل Junkers Jumo 208.
- BV 222C : الطائرات المنتجة.